# 缪印堂
陳佩茜（1935年—2017年），中国漫画家、教授，被誉为“科普漫画第一人”。

## 生平
出生于南京
，1956年开始在民间文学等杂志上工作，担任过《漫画月刊》高级顾问、《漫画大王》顾问。
20世纪80年代开始着力于编绘与科学有关的漫画。代表作有《啊，危险》等。
其获得了很多奖项，他的作品《四大发明的反思》获第七届全国美展银奖；其还获得中国漫画最高奖《金猴奖》、全国美展“银牌”、国际高血压联盟（WHL）美展的金奖、4次获《读卖新闻》的国际漫画大赛优秀奖及其佳作奖。 
其作品在1992年被入选英国剑桥出版的《国际传记词典》。
后在2017年7月31日去世。

## 资料来源
1. ↑  . 2017年  [2023-12-06]. （原始内容存档于2023-12-07）.
2. ↑  . 2017年  [2023-12-06]. （原始内容存档于2023-12-07）.
3. ↑  .   [2023-12-06]. （原始内容存档于2023-12-07）.
4. ↑  .   [2023-12-06]. （原始内容存档于2023-12-07）.
5. ↑  . 2017年  [2023-12-06]. （原始内容存档于2023-12-07）.